# Montegalda
Montegalda là một đô thị tại tỉnh Vicenza ở vùng Veneto, Ý.
Đô thị này có diện tích 17  km², dân số là 3254 người (thời điểm 28 tháng 2 năm 2007)